# Hirvijärvi (sjö i Hirvensalmi, Södra Savolax)
Hirvijärvi är en sjö i kommunen Hirvensalmi i landskapet Södra Savolax i Finland. Sjön ligger 100,2 meter över havet. Arean är 55 hektar och strandlinjen är 7,85 kilometer lång. Sjön  ingår i Kymmene älvs huvudavrinningsområde.   Den ligger omkring 18 kilometer väster om S:t Michel och omkring 190 kilometer nordöst om Helsingfors. 